# Ettringite
L’ettringite est une espèce minérale, composée de sulfate de calcium et d'aluminium hydraté, de formule : Ca6Al2(SO4)3(OH)12·26H2O, encore notée en formule oxyde : 3CaO·Al2O3·3CaSO4·32H2O.

## Inventeur et étymologie
Décrite  par  Lehmann en 1874. Inspirée du nom de sa localité-type Ettringen.

## Synonymes
Certains ouvrages de génie civil, ou de technique du bâtiment, mentionnent aussi sous l'appellation de "sel de Candlot",, parfois improprement orthographiée "sels de Candelot", l'ettringite produite par la réaction des sulfates et des liants hydrauliques comme le ciment en cas de contamination des bétons ou des mortiers par du plâtre ou du gypse. En présence d'humidité, des gonflements importants peuvent alors se développer dans ces matériaux de construction et causer des désordres structuraux considérables,,.
Le nom de "sel de Candlot" a été donné au trisulfatealuminate tricalcique hydraté en hommage à l'ingénieur chimiste français Édouard Candlot (1858 – 1922) qui l'a découvert dans les produits d'hydratation du ciment Portland. Édouard Candlot a également promu l'ajout de gypse au clinker avant de le broyer pour en faire du ciment afin de ralentir la vitesse d'hydratation du tricalcium aluminate (3CaO·Al2O3, ou C3A en notation cimentière), la phase minérale la plus réactive (et la plus exothermique) du clinker, responsable de la prise trop rapide et indésirable du béton et des mortiers.

## Topotype
Ettringer Bellerberg (en), Ettringen, Mayen, Eifel, Rhénanie-Palatinat. Allemagne.

## Cristallographie
- Paramètres de la maille conventionnelle : a = 22,46 Å, c = 21,44 Å, Z = 8 ; V = 9 366,45 Å3
- Densité calculée = 1,78

## Cristallochimie
- Elle forme une série avec la thaumasite.
- Elle sert de chef de file à un groupe de minéraux isostructuraux qui porte son nom.

### Groupe de l'ettringite
- Carraraïte : Ca3Ge(OH)6(SO4)(CO3)·12H2O
(P 63/m ou P 63 Hex)
- Charlésite : Ca6(Al,Si)2(SO4)2[B(OH)4](OH,O)12·26H2O
(P 31c 3m)
- Ettringite : Ca6Al2(SO4)3(OH)12·26H2O
(P 63/mmc)
- Jouravskite : Ca3Mn(SO4,CO3)2(OH)6·12H2O
(P 63/m 6/m)
- Sturmanite : Ca6(Fe,Al,Mn)2(SO4)2[B(OH)4](OH)12·25H2O
(P 31c 3m)
- Thaumasite : Ca3[Si(OH)6](CO3)(SO4)·12H2O
(P 63/m 6/m)

## Gîtologie
Minéral d’environnement carbonaté. Dans les géodes au sein d’enclaves de calcaire métamorphique des laves à néphéline. Dans les calcaires métasomatisés.
Certaines ettringites ont une origine biominérale et peuvent participer aux phénomènes de biocicatrisation de certains mortiers dus à des « bactéries cimentières » dont par exemple  Bacillus pseudofirmus.

## Minéraux associés
- afwillite
- andradite
- calcite
- charlésite
- portlandite
- sturmanite
- thomsonite
- hydrocalumite

## Synonymie
- chalkomorphit (Vom Rath, G. 1873)[8]
- woodfordite[9]

## Gisements remarquables
En France :
- Carrière La Brenne, Ceyrat, Clermont-Ferrand, Puy-de-Dôme[10].
- Lapanouse-de-Sévérac, Aveyron[11].

Dans le monde :
- Ettringer Bellerberg, Ettringen, Mayen, Eifel, Rheinland-Pfalz, Allemagne[12].
- Cava San Vito, San Vito, Ercolano, Monte Somma, Complesso vulcanico Somma-Vesuvio, Naples, Campanie, Italie[13].
- N'Chwaning Mines, Kalahari manganese fields, province du Cap[14].

## Utilité
Il s'agit d'un hydrate du ciment Portland et surtout des phases alumineuses que l'on peut rencontrer dans certains ciments spéciaux. On distingue majoritairement deux produits d'hydratation : 
- La phase principale aluminate ferrite trisubstituée notée AFt, c'est l'ettringite proprement dite. Sa formule chimique est {\displaystyle 3CaO\cdot Al_{2}O_{3}\cdot 3CaSO_{4}\cdot 32H_{2}O} soit en notation cimentière {\displaystyle C_{3}A3C{\check {S}}H_{32}}. Elle forme des aiguilles principalement hexagonales de longueurs variables en fonction des conditions d'hydratation (jusqu'à plusieurs dizaines de microns) ;
- Le sous-produit d'hydratation est un monosulfoaluminate de calcium hydraté (phase aluminate ferrite monosubstituée, notée AFm) dont la formule est {\displaystyle 3CaO\cdot Al_{2}O_{3}\cdot CaSO_{4}\cdot 12H_{2}O} soit en notation cimentière {\displaystyle C_{3}AC{\check {S}}H_{12}}. Il forme des plaques hexagonales.

L'ettringite peut provoquer un gonflement pathogène si elle se forme après la prise du ciment (réaction sulfate interne (RSI) ou externe (RSE) suivant l'origine des ions sulfates). C'est ce qu'on appelle la formation d'ettringite secondaire ou différée. Elle est présente dans les ouvrages à base de ciment Portland qui subissent des hausses de température, ou des traitements thermiques, à des températures supérieures à 65 °C,,.
Sa structure microscopique en aiguilles enchevêtrées confère aux matériaux cimentaires qui contiennent de l'ettringite primaire des propriétés mécaniques intéressantes. En revanche, la lente croissance cristalline de ces aiguilles au sein des pores d'une matrice de béton durci est capable d'exercer d'énormes pressions de cristallisation et d'engendrer des gonflements catastrophiques pour la stabilité des structures en béton exposées à l'eau et à l'humidité (barrages et piles de pont immergées). C'est la conséquence de la formation d'ettringite différée (en anglais : delayed ettringite formation, DEF), lorsque les phases AFm, formées de façon préférentielle lors de l'échauffement du béton au-dessus de 65 °C, recristallisent lentement à température ambiante en AFt (ettringite) durant les mois et les années qui suivent la construction des ouvrages massifs.